# Какапо
Какапо (Strigops habroptila; от езика Māori: kākāpō, буквално „папагал на нощта“ или „нощен папагал“) е вид папагалова птица, реликт за Нова Зеландия. Този вид папагал е наричан също и бухалов папагал (owl parrot).
Какапо е застрашен, като през юли 2010 са преброени малко повече от 100 птици. Какапо остава изолиран от останалия свят преди около 75 – 80 млн. години, когато това парче земя, Нова Зеландия, се отделя от суперконтинента Гондвана. Популацията му преди европейската инвазия била доста голяма. Котки, плъхове и порове атакували острова заедно с новите заселници и започнали да ловуват какапо, който не познавал тези врагове.
Като всички обитатели на Нова Зеландия и какапо е част от фолклора и легендариума на маорите. В миналото красивите и меки му пера са използвани от местните аборигени за направата на наметки.
Сега популациите му са изчезнали и се размножава само на един-единствен защитен остров в Нова Зеландия по програма за опазване на вида.
Папагалите от този вид могат да живеят до 90 годишна възраст, което ги прави може би най-дълголетните птици. Те не приличат по почти нищо на останалите папагали. Освен че ловуват през нощта, те не са свикнали и да използват крилете си. Обикновено не летят, а когато го правят, това се случва поради непредвидени обстоятелства, в които живота им е застрашен и дори тогава не летят нито особено високо, нито особено дълго. Какапо не могат и да „пеят“ за разлика от останалите папагали, като звуците, които издават, са по-скоро неприятни.